# Новокозловское
Новокозловское — село в Барабинском районе Новосибирской области. Административный центр Козловского сельсовета.

## География
Площадь села — 47 гектар

## История
Основано в 1932 г. В 1976 г. Указом президиума ВС РСФСР посёлок фермы № 1 совхоза «Козловский» переименован в село Новокозловское.

## Население
| 2002 | 2007 | 2010 |
| ---- | ---- | ---- |
| 730  | ↗758 | ↘606 |

## Инфраструктура
В селе по данным на 2006 год функционируют 1 учреждение здравоохранения, 2 образовательных учреждения.